# Peso da Guiné Bissau
O peso foi a moeda da Guiné-Bissau de 1975 até 1997 e sua subunidade compreendia 100 centavos. A moeda foi substituída pelo Franco CFA, quando da entrada na União Monetária dos Estados da África Ocidental - UEMOA (Union Économique et Monétaire Ouest Africaine), sendo convertida a uma taxa de 65 pesos por franco CFA...
Foram emitidas: moedas de 50 centavos, 1, 2½, 5 e 20 pesos e cédulas de 50, 100 e 500 pesos (a partir de 1975),. a cédula de 1000 pesos foi introduzida em 1978, seguida pelas cédulas de 5000 pesos em 1984 e 10000 pesos em 1990.